# 庭中
庭中（ていちゅう）とは、中世日本の訴訟手続制度の1つ。手続の過誤や担当奉行の怠慢などによって不利益を受けた訴人（原告）がその救済を求めて、直接訴訟機関に対して提訴を行うこと。実際に下された判決に対する異議申立として行われる越訴とは区別される。

## 概要
「庭」とは本来は文殿や記録所など、朝廷において訴訟を行った場所のことを指し、その中において口頭で直訴することを「庭中」と呼んでいた。
朝廷は当初こうした訴えを禁じていたが、鎌倉幕府においては訴人が訴えを取り上げてもらえなかった場合や訴状受理後に訴訟手続の遅延や過誤によって正当な裁判が受けられなかった場合などに口頭で訴えを行うことを許した。これは鎌倉幕府における主従制の元において、主君は従者の訴えに耳を貸す義務があると考えられており、従者である御家人の口頭での訴えを主君である鎌倉殿及びその下にある幕府の機関は受理しなければならないという理念の存在が推測されている。
鎌倉幕府の中心である鎌倉では執権・連署が参加する評定の座に対して訴える「御前庭中」と引付の座に対して訴える「引付庭中」が設置され、庭中において訴状（判決が出された場合にはその記録）などを検討して訴人と担当奉行人を対決させた。一方、六波羅探題では専門の庭中奉行が置かれ、庭中申状（庭中訴状）と呼ばれる申状（訴状）の提出によって提訴が行われた。鎮西探題については不明であるが、庭中申状の提出が行われており、六波羅探題に近い制度を取っていたと推定されている。なお、鎌倉における庭中は口頭が原則であったために、記録に留められることは少なく不明な点を多く残している。
伏見天皇が実質上治天の君の地位にあった時期に行われた「永仁徳政」により、朝廷においても「公家庭中」と呼ばれる庭中制度が取り入れられるようになった。これは参議・弁官・記録所寄人から構成され、治天の君の臨席を前提とし、口頭による提訴など鎌倉における庭中を範としたものであった。これは当時、担当奉行による訴訟の遅延・停滞が頻発したことに対する措置であったとされている。南北朝時代の北朝で制定された暦応雑訴法にも庭中に関する規則が見られる。
室町幕府においては庭中方が設置され、申状によって提訴を行った。だが、将軍の権力強化と公武権力の統合に従って庭中方は廃止され、正式な手続を取らない将軍への提訴を「庭中」とよぶようになり、禁止行為とされるようになった。